# Polo sul lunar

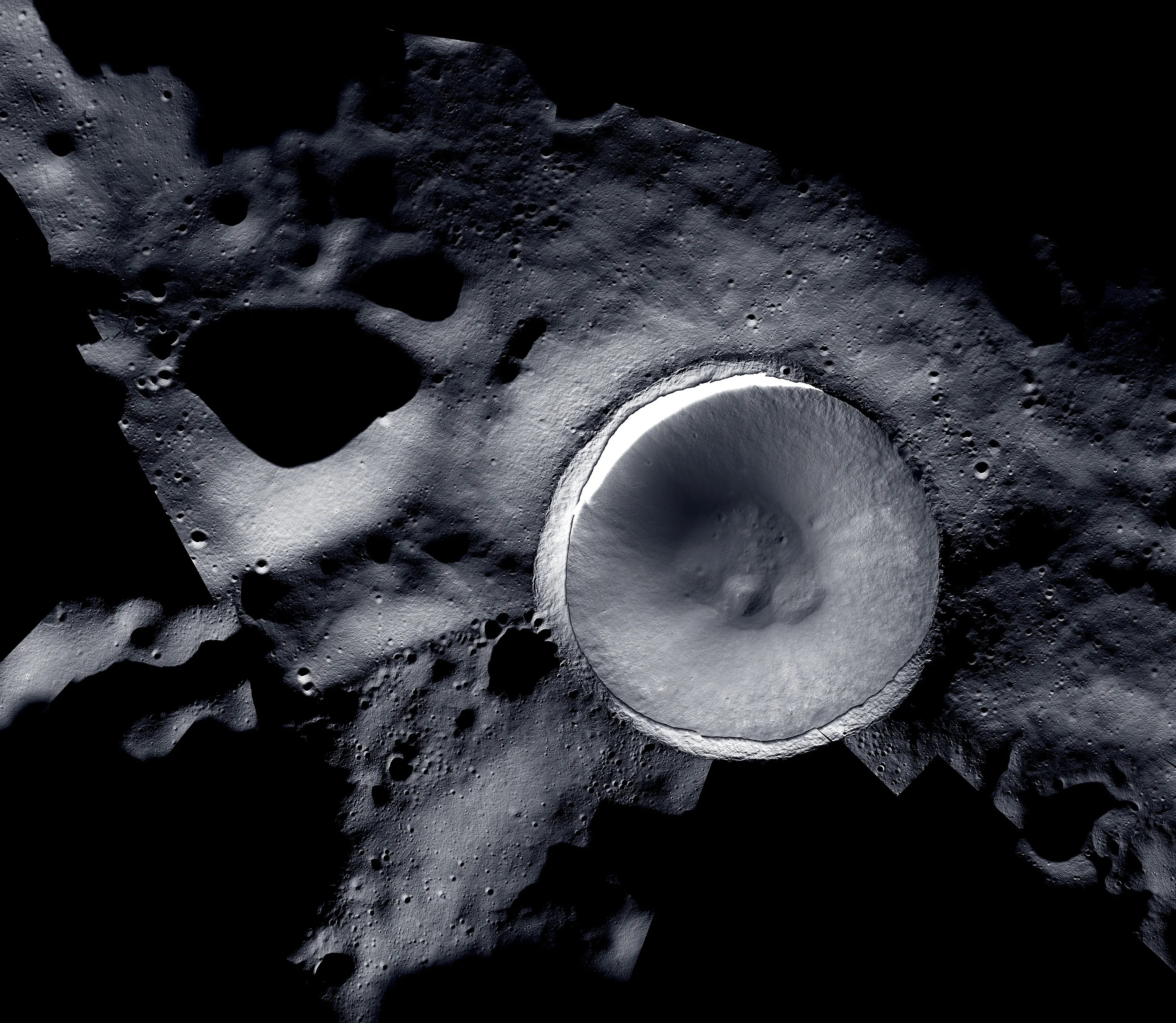
O polo sul lunar centralizado na imagem, situado na borda da Cratera Shackleton. Imagem em mosaico criada por LROC (Lunar Reconnaissance Orbiter) e ShadowCam

O polo sul lunar é o ponto mais ao sul da Lua. É uma região de grande interesse dos cientistas por causa da ocorrência de gelo de água em crateras com áreas permanentemente sombreadas ao seu redor. A região do polo sul lunar apresenta crateras que são únicas porque a luz solar quase constante não atinge seu interior. Essas crateras são conhecidas como "armadilhas frias" que contêm registros fósseis de hidrogênio, gelo de água e outros voláteis que datam
da formação e evolução do Sistema Solar. Em contraste, a região do polo norte lunar exibe uma quantidade muito menor de crateras em iguais características.

## Geografia

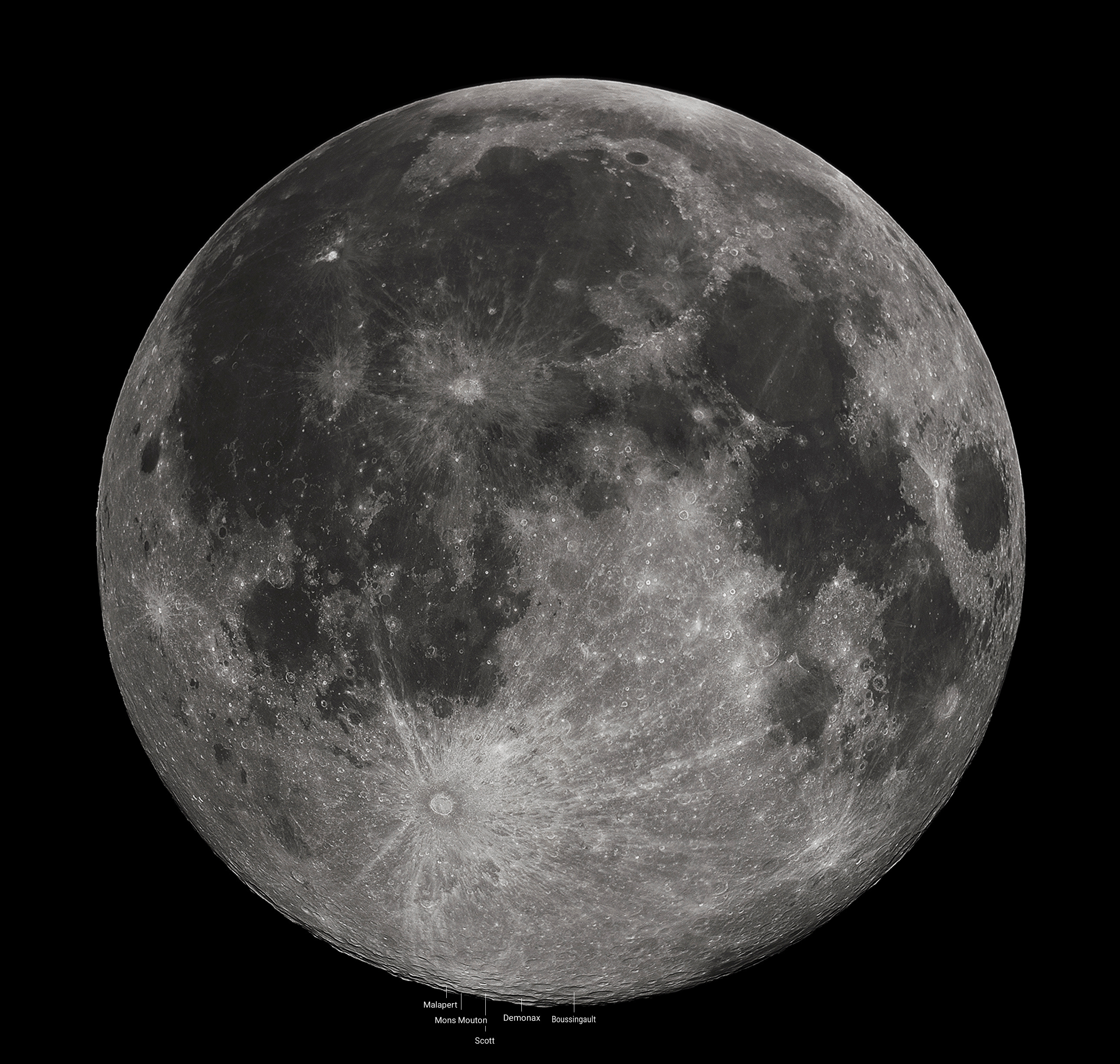
Foto da Lua Cheia com características da região polar sul marcadas

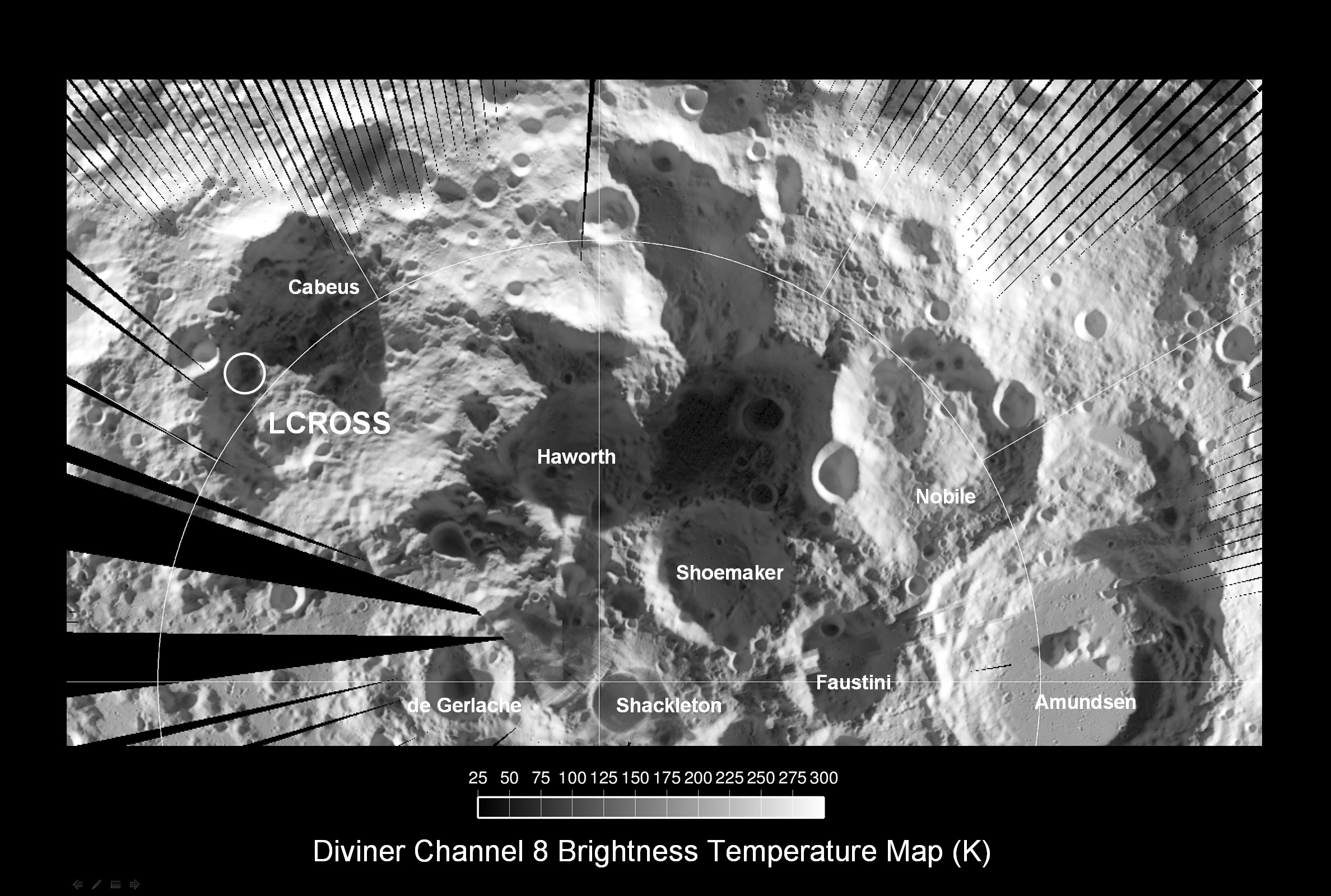
Polo sul lunar irradiado durante o verão. O polo sul fica na borda da cratera Shackleton, demais crateras marcadas na foto.

O polo sul lunar está localizado no centro do Círculo Polar Antártico (80°S a 90°S). O giro do eixo é de 88,5 graus do plano da eclíptica. O polo sul lunar mudou 5,5 graus de sua posição original bilhões de anos atrás. Essa mudança alterou o eixo rotacional da Lua, permitindo que a luz solar atingisse áreas anteriormente na sombra, mas o polo sul ainda apresenta algumas áreas completamente sombreadas. Por outro lado, o polo também contém áreas com exposição permanente à luz solar. A região do polo sul apresenta muitas crateras e bacias, como a bacia Pólo Sul–Aitken, que parece ser uma das características mais fundamentais da Lua, e montanhas como o Pico Epsilon a 9050m de altura, mais alto que qualquer montanha na Terra. A temperatura média do pólo sul é de aproximadamente 260 K (−13 °C).

### Crateras

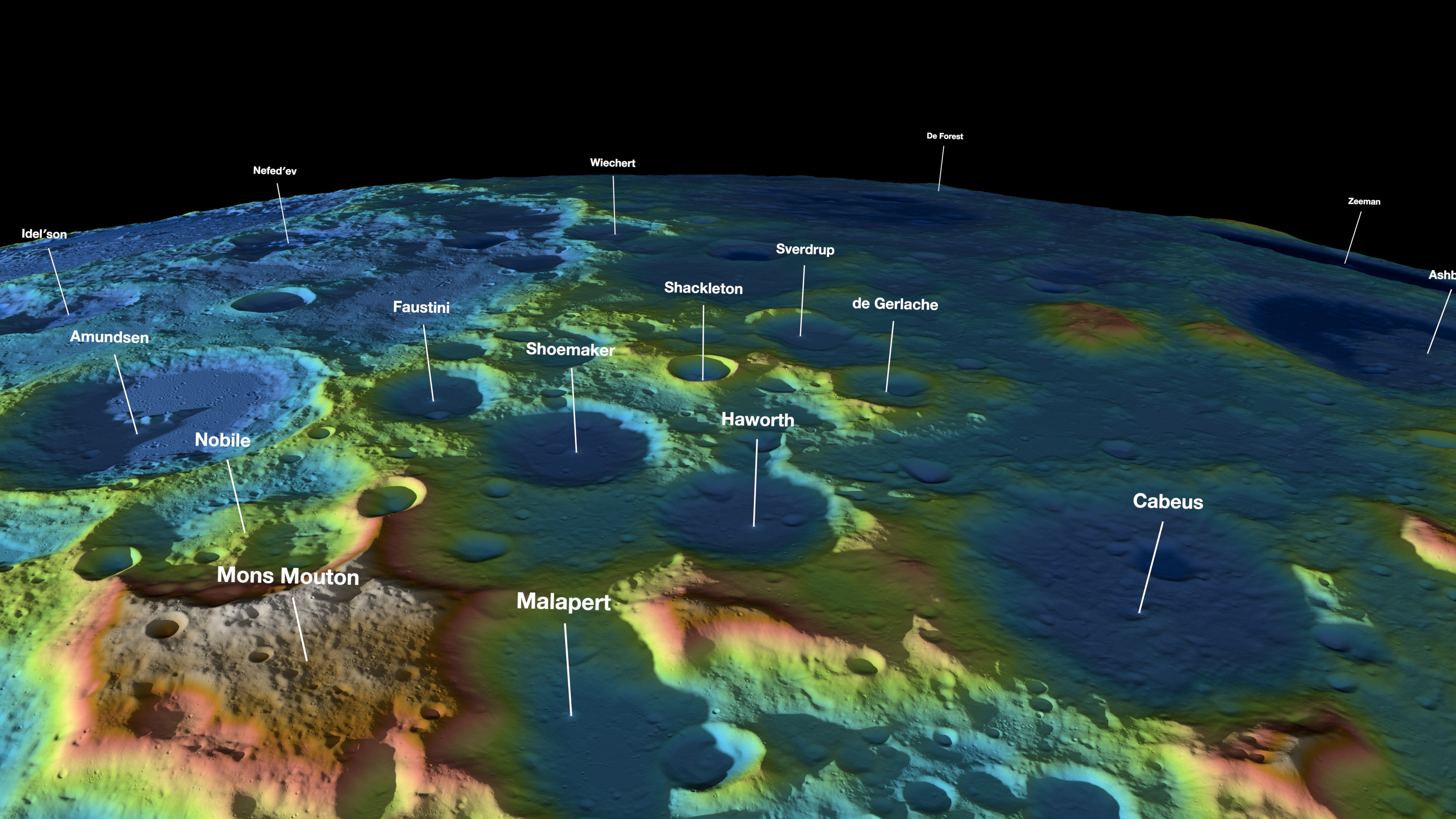
Aerial view of the polar region craters with elevation colouring

O polo definido pelo eixo rotacional da Lua fica dentro da Cratera Shackleton. As crateras notáveis mais próximas do polo sul lunar incluem Cratera de Gerlache, Sverdrup, Shoemaker, Faustini, Haworth, Nobile e Cabeus.

## Descobertas

### Iluminação
O polo sul lunar apresenta uma região com bordas de crateras expostas à iluminação solar quase constante, mas o interior das crateras é permanentemente protegido da luz solar. A iluminação da área foi estudada usando modelos digitais de alta resolução produzidos a partir de dados do Lunar Reconnaissance Orbiter. A superfície lunar também pode refletir vento solar como átomos neutros energéticos. Em média, 16% desses átomos são prótons que variam com base na localização. Esses átomos causam um fluxo integral.

### "Armadilhas Frias"
"Armadilhas frias" é o nome dado à alguns lugares importantes na região do polo sul lunar que possivelmente contém gelo de água, que eram originalmente de cometas, meteoritos e ferro induzida por vento solar, além de outros depósitos voláteis. A partir de experimentos e leituras de amostras, os cientistas foram capazes de confirmar que as essas regiões contêm gelo. Hidroxila também foi encontrada nessas armadilhas frias. A descoberta desses dois compostos levou ao financiamento de missões focadas principalmente nos polos lunares usando detecção infravermelha em escala global. O gelo permanece nessas armadilhas por causa do comportamento térmico da Lua que é controlado por propriedades termofísicas, como a dispersão de luz solar, re-radiação térmica, calor interno e luz refletida pela Terra.

### Superfície magnética
Existem áreas onde a crosta lunar é magnetizada. Isso é conhecido como uma anomalia magnética possivelmente devida a presença de ferro metálico em regiões como a bacia Pólo Sul–Aitken. No entanto, a concentração de ferro que se acredita estar na bacia ainda não foi detectada em mapeamentos, pois o ferro poderia estar localizado numa região muito profundo na crosta da Lua para os mapeamentos detectarem ou a anomalia magnética é causada por outro fator que não envolve propriedades metálicas. As detecções até o momento provaram-se inadequadas devido às inconsistências entre os mapas que foram usados.

## Exploração

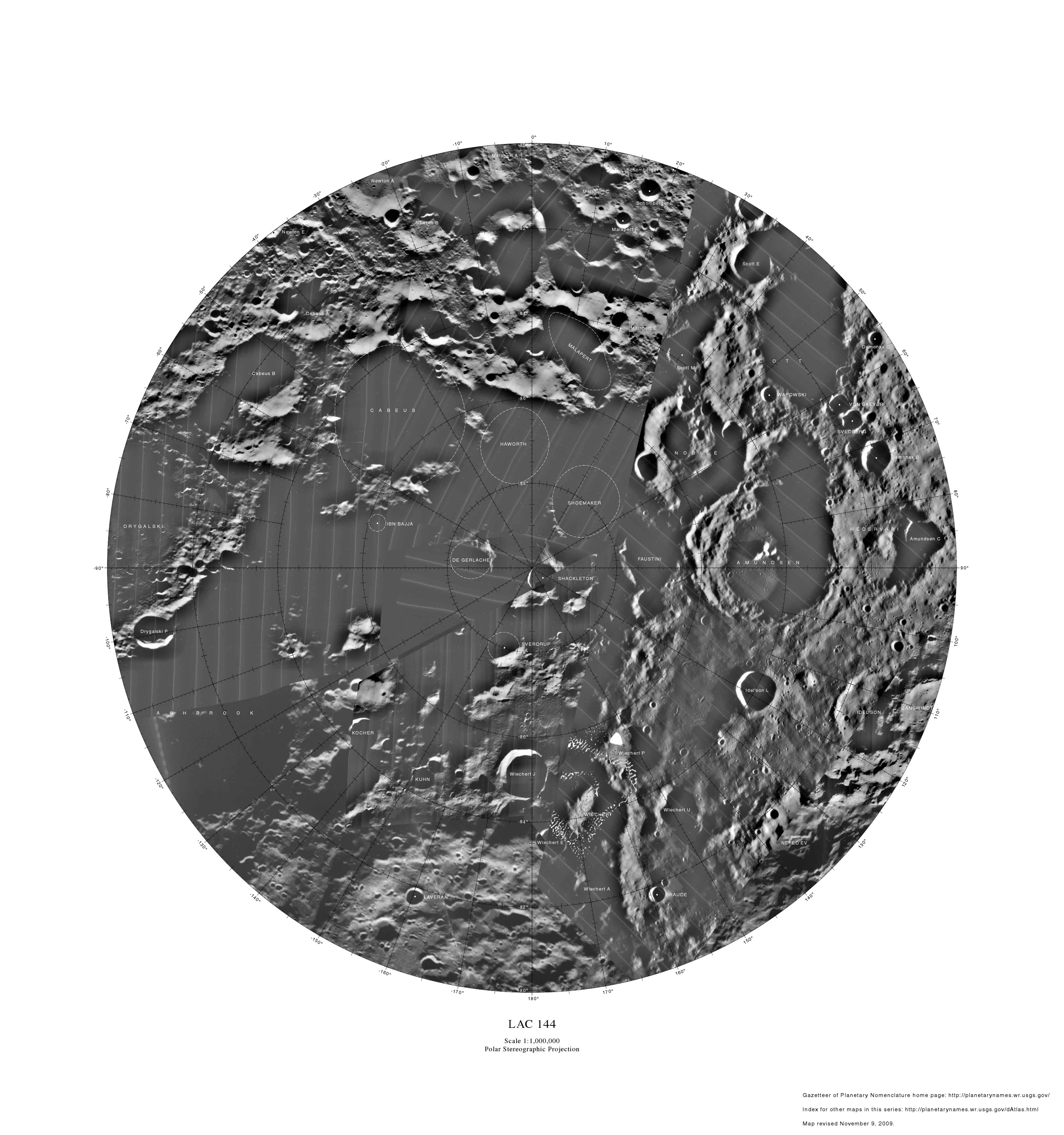
Região do polo sul lunar (>80°S)

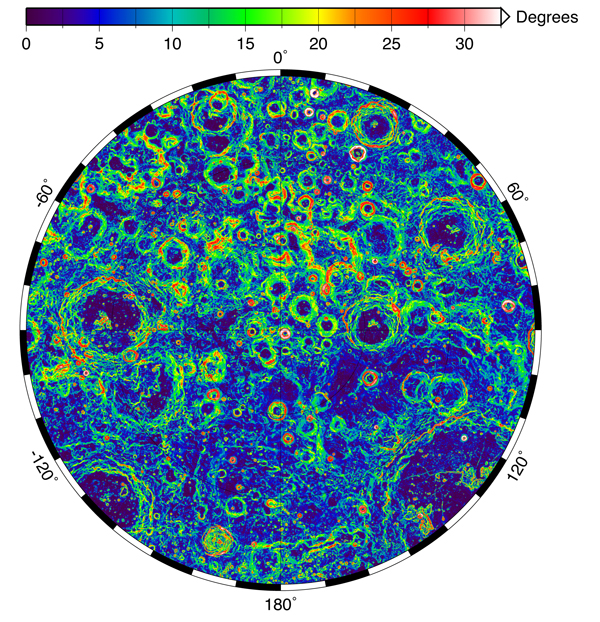
Grau de inclinação encontrado dentro de 15 graus do pólo sul da Lua

### Missões
Orbitadores de vários países exploraram a região ao redor do polo sul lunar. Estudos extensivos foram conduzidos por orbitadores lunares como: Clementine, Lunar Prospector, Lunar Reconnaissance Orbiter, Kaguya, e Chandrayaan-1, que descobriram a presença de água lunar. A missão LCROSS da NASA encontrou uma quantidade significativa de água em Cabeus. A missão LCROSS caiu deliberadamente no solo de Cabeus e, a partir de amostras, descobriu-se que continha quase 5% de água.

### Lunar Reconnaissance Orbiter
O Orbitador de Reconhecimento Lunar (Lunar Reconnaissance Orbiter - LRO) foi lançado pela NASA em 18 de junho de 2009 e ainda está mapeando a região do polo sul lunar. Esta missão ajuda os cientistas a ver se a região do polo sul lunar tem recursos sustentáveis suficientes para sustentar uma estação tripulada permanente. O LRO carrega o Diviner Lunar Radiometer Experiment, que investiga a radiação e as propriedades termofísicas da superfície do polo sul. Ele detecta a radiação solar refletida e as emissões infravermelhas internas. O LRO Diviner é capaz de detectar onde o gelo pode estar preso na superfície.

### LCROSS
O Lunar Crater Observation and Sensing Satellite (LCROSS) foi uma espaçonave robótica operada pela NASA. A missão foi concebida como um meio de baixo custo para determinar a natureza do hidrogênio detectado nas regiões polares da Lua.  Lançado imediatamente após a descoberta de água lunar por Chandrayaan-1 o principal objetivo da missão LCROSS era explorar ainda mais a presença de água na forma de gelo em uma cratera permanentemente sombreada perto de uma região polar lunar. Foi lançado junto com o Lunar Reconnaissance Orbiter (LRO) e seu estágio Centaur Upper. Foi bem-sucedido em confirmar água na cratera lunar sul Cabeus.

### Sonda de Impacto Lunar
A Sonda de Impacto Lunar (Moon Impact Probe - MIP) desenvolvida pela Organização de Pesquisa Espacial Indiana (ISRO), a agência espacial nacional da Índia, foi uma sonda lunar que foi lançada pelo orbitador lunar Chandrayaan-1 sensoriamento remoto da ISRO, que por sua vez foi lançado em 22 de outubro de 2008. A sonda separou-se do orbitador lunar Chandrayaan-1 em 14 de novembro de 2008, 20:06 IST e após quase 25 minutos caiu conforme planejado, perto da borda da cratera Shackleton. Com esta missão, a Índia se tornou a primeira a nação a impactar o Polo Sul lunar.

### Luna 25
A Rússia lançou seu módulo lunar Luna 25 em 10 de agosto de 2023. O lançamento ocorreu em um foguete Soyuz-2.1b com estágio superior Fregat, do Cosmódromo de Vostochny. A Luna 25 passou cinco dias viajando para a Lua, então ficou circulando o satélite natural por mais cinco a sete dias. A nave espacial então foi planejada para ser pousada na região polar sul da Lua, perto da cratera Boguslawsky. O módulo de pouso sofreu uma "situação de emergência" que ocorreu durante a redução da sonda para uma órbita de pré-pouso. O módulo lunar perdeu abruptamente a comunicação às 14h57 (11h57 GMT). A Luna 25 era apenas um módulo de pouso, com a missão principal de provar a tecnologia de pouso. A missão estava carregando 30kg de instrumentos científicos, incluindo um braço robótico para amostras de solo e possível equipamento de perfuração.

### Chandrayaan-3
Em 23 de agosto de 2023, 12:34 UTC, a Chandrayaan-3 da Índia se tornou a primeira missão lunar a conseguir um pouso suave perto do polo sul lunar. A missão consistia em um módulo de pouso e um rover para realizar experimentos científicos.

### IM-1
Em fevereiro de 2024, a missão IM-1 foi lançada com destino a lua junto com seu módulo de pouso IM-1 Odysseus. A missão levou cerca de seis dias para viajar da Terra até a Lua. Uma vez nas proximidades da Lua, o módulo de pouso passou aproximadamente mais um dia terrestre orbitando a Lua. O objetivo inicial era pousar na cratera Malapert-A, que fica a cerca de 300km do polo sul lunar. Após o pouso o módulo tombou para um lado, porém a missão foi tida com um sucesso. Mais tarde, o horário exato do pouso foi anunciado como 23h24 UTC. Odysseus se tornou o primeiro pouso lunar dos EUA no século XXI.
Pouco antes do pouso, a aproximadamente 30m acima da superfície lunar, o módulo de pouso Odysseus foi programado para ejetar um CubeSat equipado com a câmera EagleCam, que teria sido lançado na superfície lunar perto do módulo de pouso, com uma velocidade de impacto de cerca de 10m/s. No entanto, devido a complicações de software, foi decidido que a EagleCam não seria ejetada após o pouso. Mais tarde, ela foi ejetada em 28 de fevereiro, mas falhou novamente pois retornou todos os tipos de dados, exceto imagens pós-pouso do IM-1, que eram o objetivo principal de sua missão.

### Missões futuras

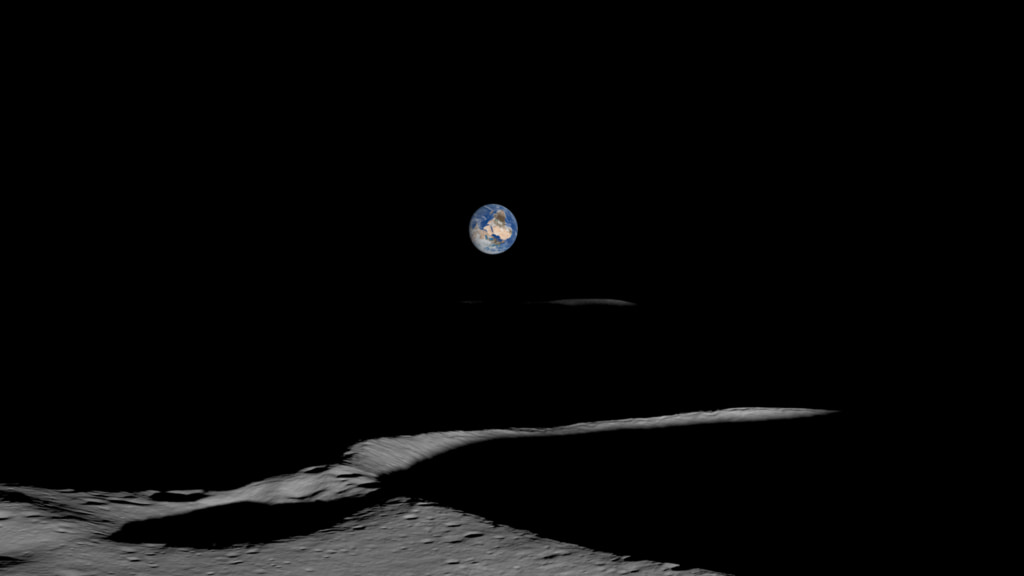
Imagem da Cratera Shackleton com o Pólo Sul Lunar visível.

A Blue Origin está planejando uma missão para a região polar sul por volta de 2024. O módulo de pouso Blue Moon deriva da tecnologia de pouso vertical usada no foguete suborbital New Shepard da Blue Origin. Isso levaria a uma série de missões de pouso de equipamentos para uma base tripulada em uma cratera da região polar sul usando seu módulo de pouso Blue Moon.
O programa Artemis da NASA propôs pousar vários módulos de pouso e rovers robóticos (CLPS) em preparação para o pouso tripulado do Artemis 3 em 2025 na região polar sul.

### Recursos
Energia solar, oxigênio e metais são recursos abundantes na região polar sul. Ao localizar uma instalação de processamento de recursos lunares perto do polo sul, a energia elétrica gerada pela energia solar permitirá uma operação quase constante. Os elementos conhecidos por estarem presentes na superfície lunar incluem, entre outros, hidrogênio (H)  oxigênio (O), silício (Si), ferro (Fe), magnésio (Mg), cálcio (Ca), alumínio (Al), manganês (Mn) e titânio (Ti). Entre os mais abundantes estão oxigênio, ferro e silício. O teor de oxigênio é estimado em 45% (em peso).